# 南極南氏魚
南極南氏魚，為輻鰭魚綱水珍魚目小口兔鮭科的一種深海魚類，其种加词“antarctica”意为“南极洲的”。分布於南冰洋海域，棲息深度0-4145公尺，體長可達22公分，棲息在溫帶中層水域，生活習性不明。